# Esther Katona
Esther Theresia Katona (Friburgo, 11 aprile 1982) è un'ex cestista tedesca.

## Carriera
Con la Germania ha disputato i Campionati europei del 2005.